# Academiegebouw (Utrecht)
Het Academiegebouw in de Nederlandse stad Utrecht is het hoofdgebouw van de Universiteit Utrecht en is gelegen in een hoek van het Domplein.
De universiteit van Utrecht was vanaf haar ontstaan gevestigd in enkele bijgebouwen van de Domkerk, met name in de kruisgang en de kapittelzaal. Deze laatste zaal is verbonden met het Academiegebouw en doet dienst als aula. Op 23 januari 1579 werd in deze zaal de Unie van Utrecht gesloten. Pas in de negentiende eeuw ontstond behoefte aan een representatief universiteitsgebouw aan het Domplein.

## Geschiedenis
Het Academiegebouw heeft een nogal merkwaardige ontstaansgeschiedenis, die duidelijk de richtingenstrijd tussen de verschillende neostijlen aan het eind van de negentiende eeuw illustreert. Oorspronkelijk was het gedacht als een geschenk aan de Universiteit ter gelegenheid van haar 250-jarig bestaan in 1886, maar door een slepend conflict, en het onverwacht overlijden van een van de architecten, Cornelis Vermeijs, kon de bouw pas in 1891 beginnen. Aanhangers van de neogotische stijl onder leiding van Victor de Stuers, de hoogste ambtenaar voor de kunsten op het ministerie, steunden een ontwerp van P.J.H. Cuypers. Zij meenden dat het ontwerp veel beter aansloot bij de architectuur van de nabijgelegen Domkerk. Het stadsbestuur koos voor de plannen van E.H. Gugel en F.J. Nieuwenhuis. Hun voornaamste argument was dat de neogotiek wel geschikt was voor kerkelijke gebouwen, maar dat een universiteit beter gebouwd kon worden in de neorenaissancestijl, de stijl van het humanisme die bovendien terugverwees naar de oude Griekse beschaving.
Uiteindelijk trokken de aanhangers van de neorenaissancestijl aan het langste eind, zeer tot ongenoegen van minister van Binnenlandse Zaken Tak van Poortvliet, die, naar men zegt, in 1894 als wraak pal naast het nieuwe Academiegebouw het neogotisch toegangspoortje voor de kruisgang van de Dom liet bouwen. Het is een ontwerp van Jos.Th.J. Cuypers, de zoon van P.J.H. Cuypers.

## Decoraties
De ornamenten aan het Academiegebouw zijn van de hand van Friedrich Wilhelm Mengelberg, de medaillons in de gevel zijn een ontwerp van Eugène Lacomblé en uitgevoerd door E.A.F Bourgonjon. De buste van koningin Wilhelmina is een werk van Ferdinand Leenhoff. De beschildering van het plafond van de aula is van de hand van Georg Sturm. Op een van de wanden is de fresco 'The return of Christ'  in 1999 ter gelegenheid van het nieuwe millennium gemaakt door Jits Bakker. Bij de restauratie in 2002 is zaal 16, waarin zich dit fresco bevindt, heringericht volgens het thema "Maskerade", een verwijzing naar de vroegere gewoonte van studenten om zich tijdens lustra te verkleden. Zaal 16 heet sindsdien "Maskeradezaal". Omdat het fresco niet bij het restauratiethema paste, werd het afgedekt met een voorzetwand. Op een informatiebordje links onderaan de voorzetwand is dit alles uitgelegd.
De wandtapijten in de aula zijn in 1936 geschonken door het Utrechtse Universiteitsfonds en werden ontworpen door Willem van Konijnenburg in samenwerking met Chris de Moor. De tapijten werden vervaardigd in de weefschool van Mevrouw Laman Trip-Aolen en in de ateliers van J.F. Semeij.

## Luidklok
Op 18 september 2010 is er door het Utrechts Klokkenluiders Gilde een luidklok gegoten ter ere van het 375-jarig bestaan van de Universiteit Utrecht in 2011. Deze klok is Anna Maria genaamd, naar Anna Maria van Schurman, de eerste vrouwelijke student in Utrecht, en hangt in het torentje boven de ingang van het Academiegebouw.

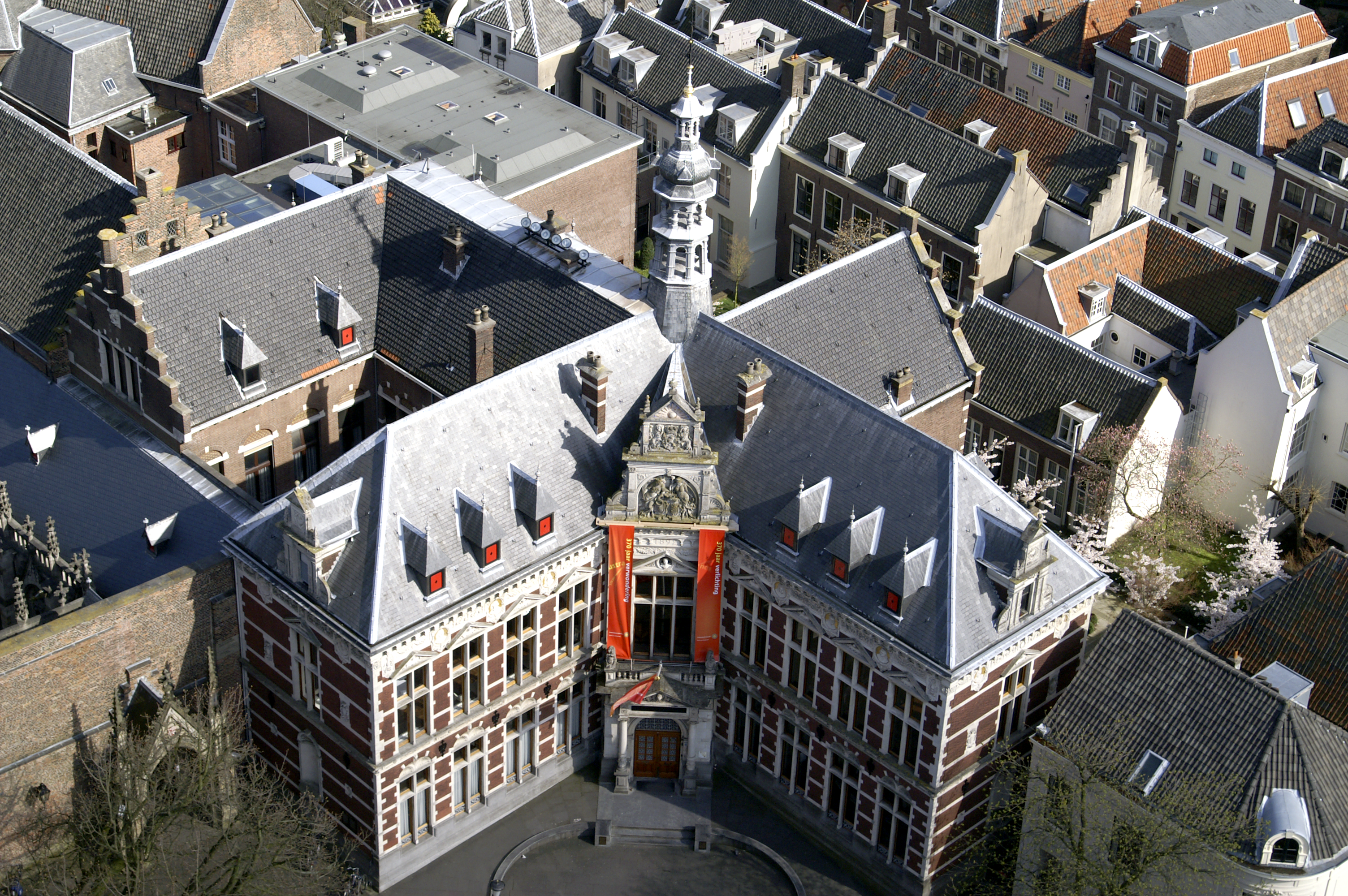
Academiegebouw gezien vanaf de Domtoren.
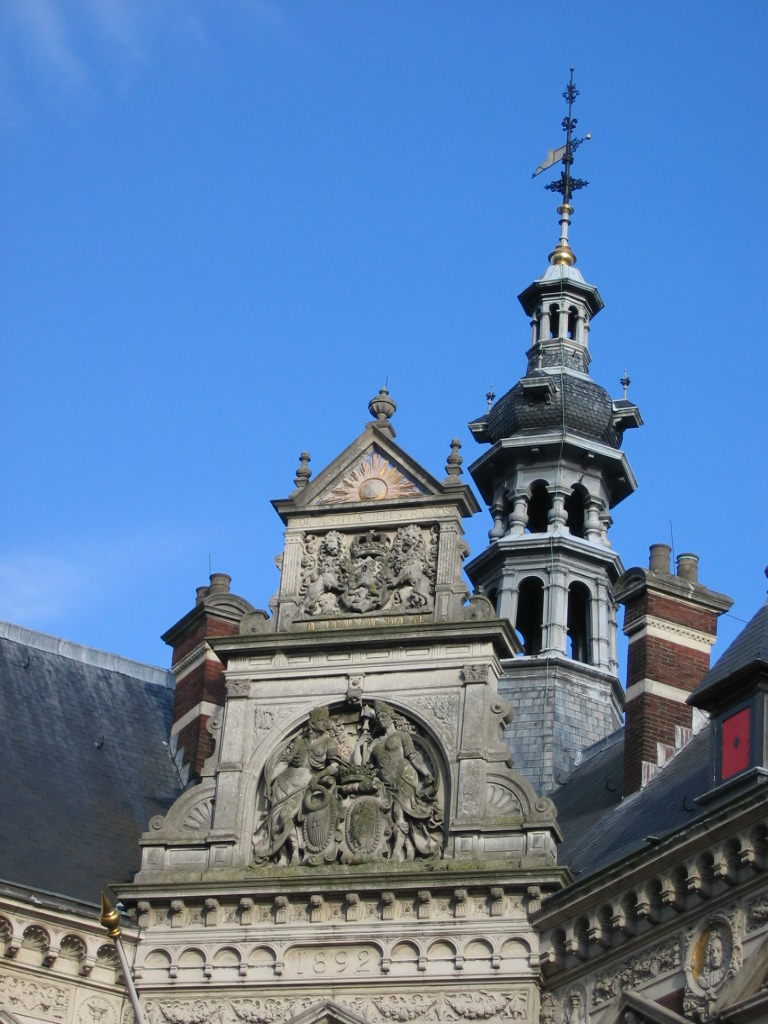
Detail van het Academiegebouw.
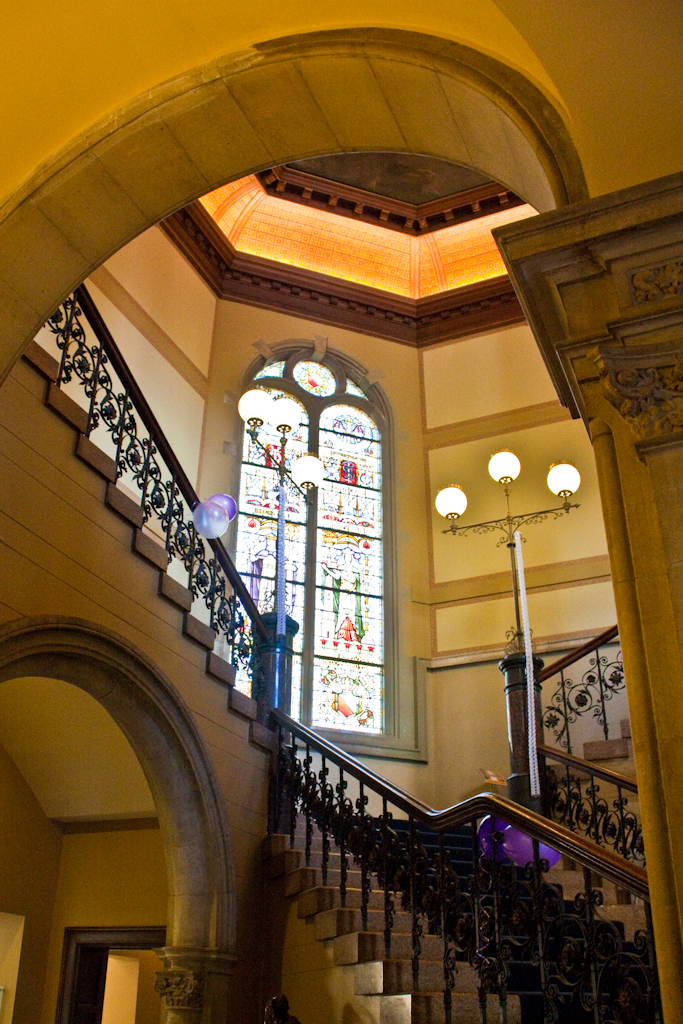
Interieur
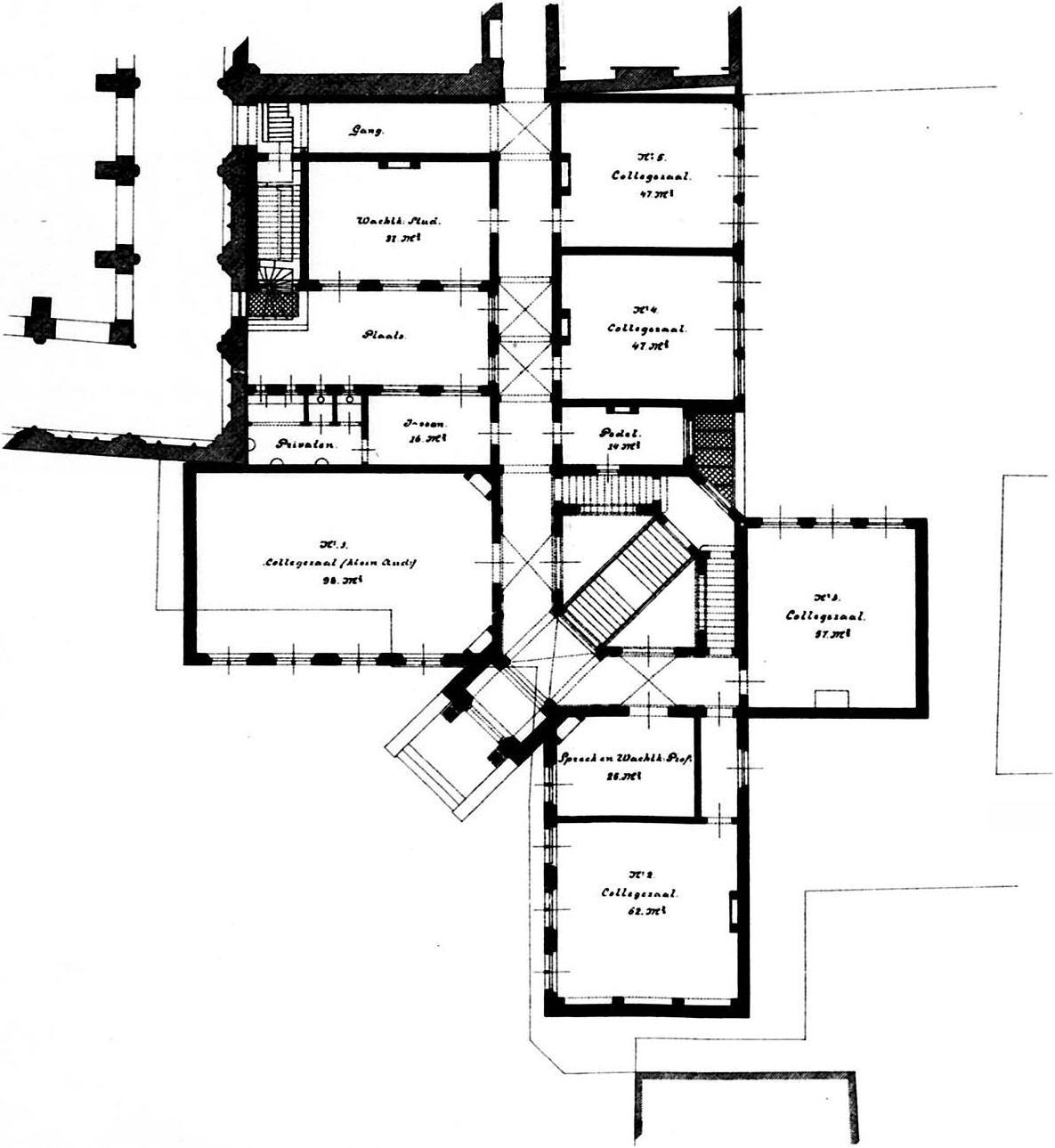
Plattegrond begane grond. juni 1891.
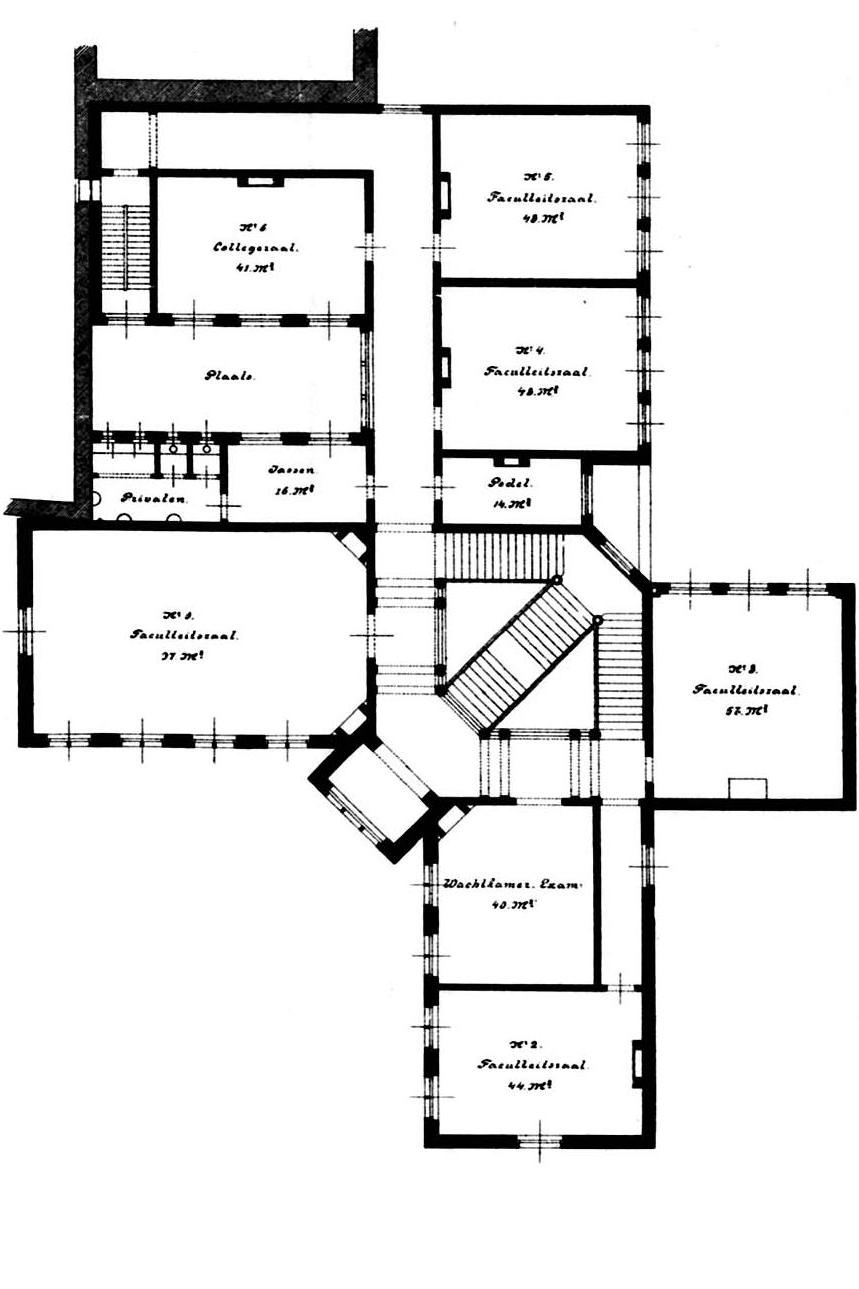
Plattegrond verdieping. juni 1891.